# Brachypalpus cyanella
Brachypalpus cyanella är en tvåvingeart som beskrevs av Osten Sacken 1877. Brachypalpus cyanella ingår i släktet mulmblomflugor, och familjen blomflugor. Inga underarter finns listade i Catalogue of Life.